# Kashima Seibei
Kashima Seibei est un nom japonais traditionnel ; le nom de famille (ou le nom d'école), Kashima, précède donc le prénom (ou le nom d'artiste).
Kashima Seibei (鹿島 清兵衛, 1866-1924) est un photographe japonais du début de l'histoire de la photographie au Japon.

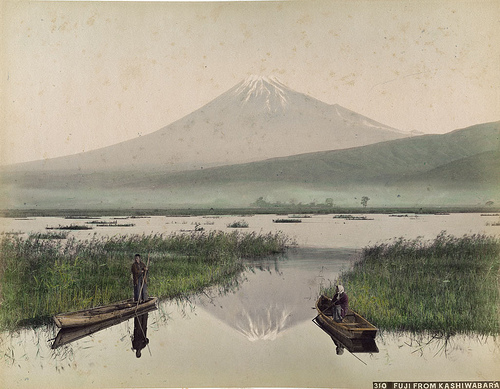
Vue du mont Fuji depuis Kashiwabara, ca. 1890.
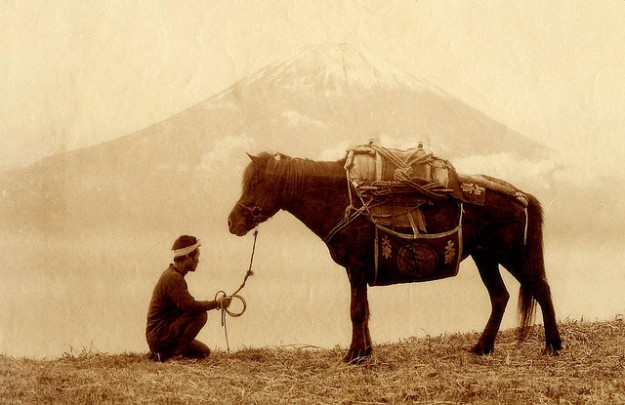
Cheval devant le mont Fuji, années 1890
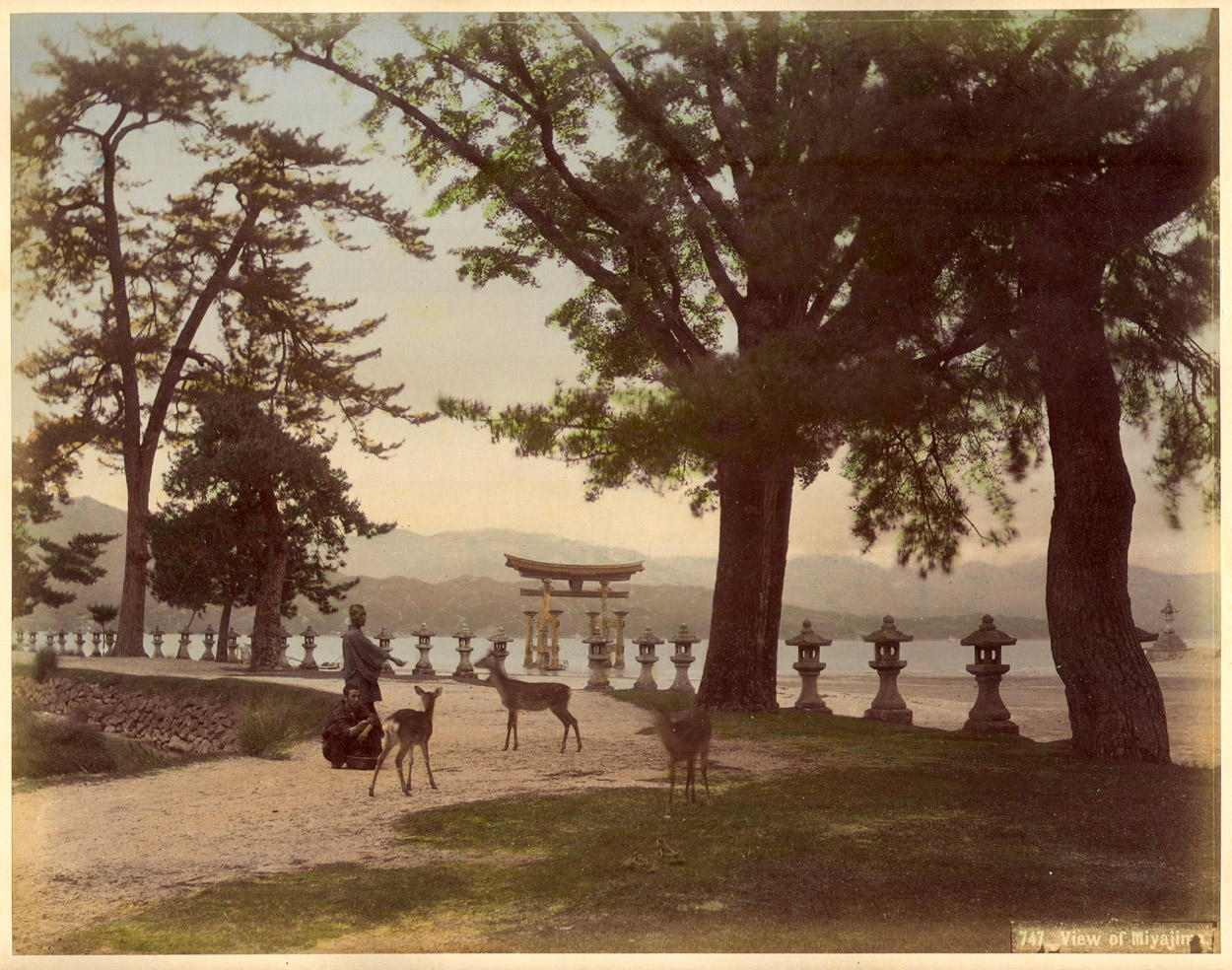
Vue de Miyajima
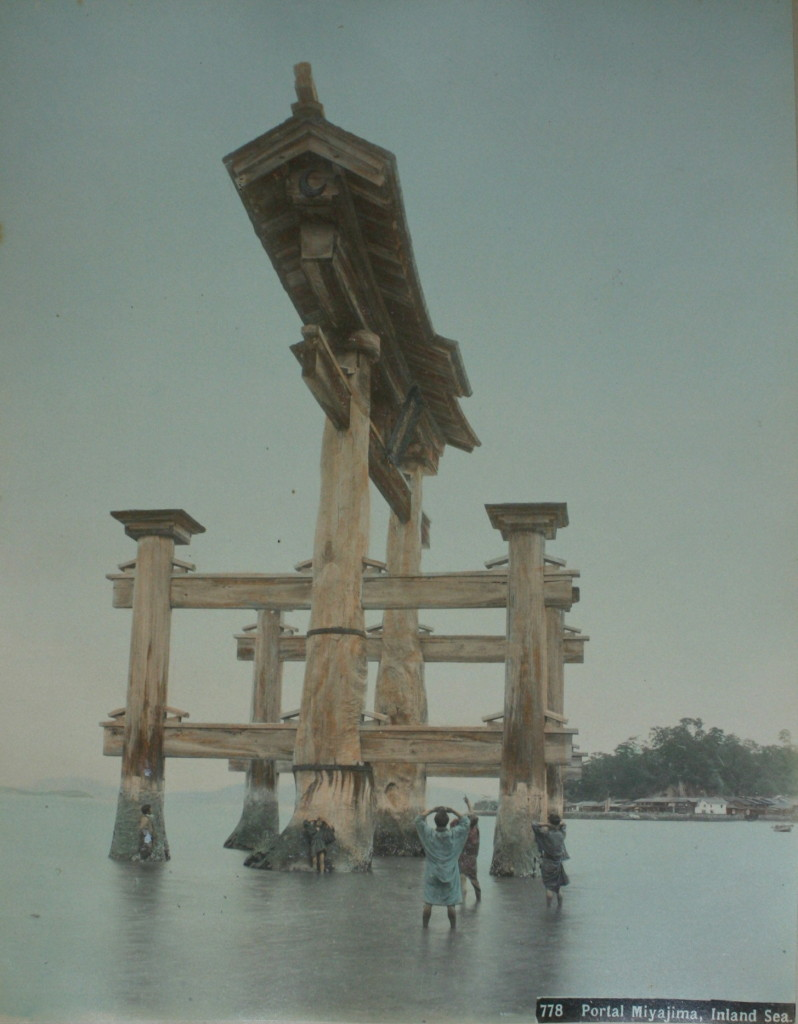
Torii du Itsukushima-jinja.
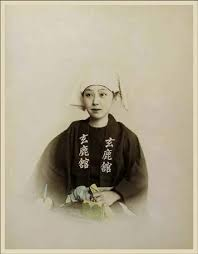
Probablement une geisha, années 1890.